# Nymphon apheles
Nymphon apheles är en havsspindelart som beskrevs av Child, C.A. 1979. Nymphon apheles ingår i släktet Nymphon och familjen Nymphonidae. Inga underarter finns listade i Catalogue of Life.